# Dendrohyrax
Dendrohyrax es un género de mamíferos hiracoideos de la familia Procaviidae conocidos vulgarmente como damanes arborícolas. Se encuentran ampliamente distribuidos en África al sur del Sahara.

## Especies
Se reconocen las siguientes especies:
- Dendrohyrax arboreus
- Dendrohyrax dorsalis